# Großsteingräber bei Güstow
Die Großsteingräber bei Güstow waren mehrere megalithische Grabanlagen unbekannter Zahl der jungsteinzeitlichen Trichterbecherkultur bei Güstow, einem Ortsteil von Prenzlau im Landkreis Uckermark (Brandenburg). Sie wurden im 18. Jahrhundert zerstört.

## Lage
Die Gräber lagen nach Johann Christoph Bekmann zwischen Prenzlau und Güstow.

## Beschreibung
Von den Gräbern waren bereits im frühen 18. Jahrhundert nur noch Reste vorhanden, die wohl wenig später restlos beseitigt wurden. Nach Bekmann lagen „eine grosse, menge theils auch grosse steine, bald hier und da einzeln, bald auch in ziemlicher anzahl in einer gegend beieinander“. Leopold von Ledebur konnte sich Mitte des 19. Jahrhunderts nur auf diese Angaben berufen, da die Gräber zu dieser Zeit bereits zerstört waren. Über Maße, Ausrichtung und Typ der Anlagen liegen keine Informationen vor.